# Phylloscopus umbrovirens
A Phylloscopus umbrovirens a verébalakúak (Passeriformes) rendjébe, ezen belül a füzikefélék (Phylloscopidae) családjába és a Phylloscopus nembe tartozó faj. 11 centiméter hosszú. Burundi, Dél-Szudán, Dzsibuti, Eritrea, Etiópia, Jemen, Kenya, a Kongói Demokratikus Köztársaság, Ruanda, Szaúd-Arábia, Szomália, Tanzánia és Uganda hegyvidéki erdős, bokros területein él, 1900-3600 méteres tengerszint feletti magasságon. Többnyire rovarokkal és pókokkal táplálkozik. Egész évben költ, de többnyire a száraz évszakban.

## Alfajai
- P. u. yemenensis (Ogilvie-Grant, 1913) – délnyugat-Szaúd-Arábia, nyugat-Jemen;
- P. u. umbrovirens (Rüppell, 1840) – Eritrea, észak- és közép-Etiópia, északnyugat-Szomália;
- P. u. omoensis (Neumann, 1905) – nyugat- és dél-Etiópia;
- P. u. williamsi (Clancey, 1956) – észak-Szomália;
- P. u. mackensianus (Sharpe, 1892) – dél-Dél-Szudán, észak- és kelet-Uganda, északnyugat- nyugat és közép-Kenya, észak-Tanzánia;
- P. u. alpinus (Ogilvie-Grant, 1906) – a Kongói Demokratikus Köztársaság, Uganda, Ruanda határvidéke (Rwenzori-hegység);
- P. u. wilhelmi (Gyldenstolpe, 1922) – kelet-Kongói Demokratikus Köztársaság, délnyugat-Uganda, Ruanda, Burundi;
- P. u. dorcadichroa (Reichenow & Neumann, 1895) – délkelet-Kenya, észak- északkelet-Tanzánia;
- P. u. fugglescouchmani (Moreau, 1941) – kelet-Tanzánia (Uluguru-hegység).

## Fordítás
- Ez a szócikk részben vagy egészben  a   Brown woodland warbler című angol Wikipédia-szócikk fordításán alapul.  Az eredeti cikk szerkesztőit annak laptörténete sorolja fel. Ez a jelzés csupán a megfogalmazás eredetét és a szerzői jogokat jelzi, nem szolgál a cikkben szereplő információk forrásmegjelöléseként.